# 2070 Х'юмасон
2070 Х'юмасон (2070 Humason) — астероїд головного поясу, відкритий 14 жовтня 1964 року.
Тіссеранів параметр щодо Юпітера — 3,611.